# Donja Budičina
Donja Budičina är en ort i Kroatien.   Den ligger i länet Moslavina, i den centrala delen av landet, 50 km sydost om huvudstaden Zagreb. Donja Budičina ligger 162 meter över havet och antalet invånare är 247.
Terrängen runt Donja Budičina är varierad, och sluttar norrut. Runt Donja Budičina är det glesbefolkat, med 19 invånare per kvadratkilometer. Närmaste större samhälle är Petrinja, 6,4 km norr om Donja Budičina. I omgivningarna runt Donja Budičina växer i huvudsak lövfällande lövskog.